# Alatyr (mytologie)
Alatyr (rusky Ала́тырь), latyr (ла́тырь) či běl gorjuč kameň je v ruském folklóru, například pohádkách a zaříkadlech, kámen velké a nekonečné síly. Podobá se západoevropské představě svatého grálu.
Podle Alexandera Veselovského vychází Alatýr z tradice o kamenném stolu při Ježíšově Poslední večeři, který byl symbolicky spojen s oltářem. Jeho název pak vykládá z církevně slovanského olɚtarь „oltář“. Později byl Alatyr v lidové tradici umístěn na legendární ostrov Bujan, kde v něm ve zlatém chrámu na zlatém trůnu sedí Ježíš Kristus nebo Matka boží. V jiných příbězích u kamene přebývají různé biblické postavy, tři bratři nebo jiné bytosti, někdy dokonce Satan společně s hady, které Alatyr lízají a tím sílí.
Vatroslav Jagić vykládal jméno kamene z řeckého ήλεκτρον ílektron „jantar“.